# 25482 Tallapragada
25482 Tallapragada este un asteroid din centura principală de asteroizi.

## Descriere
25482 Tallapragada este un asteroid din centura principală de asteroizi. A fost descoperit pe 7 decembrie 1999 la Socorro, New Mexico, în cadrul proiectului LINEAR. Asteroidul prezintă o orbită caracterizată de o semiaxă mare de 2,66 ua, o excentricitate de 0,04 și o înclinație de 2,4° în raport cu ecliptica.